# 1986–1987-es magyar férfi kosárlabda-bajnokság
Az 1986–1987-es magyar férfi kosárlabda-bajnokság az ötvenötödik magyar kosárlabda-bajnokság volt. Húsz csapat indult el, a csapatok az előző évi szereplés alapján két csoportban (A csoport: 1-10. helyezettek, B csoport: 11-17. helyezettek plusz a három feljutó) két kört játszottak. Az alapszakasz után az A csoport 1-6. helyezettjei play-off rendszerben játszottak a bajnoki címért, az A csoport 7-10. és a B csoport 1-4. helyezettjei az egymás elleni eredményeiket megtartva a másik csoportból jövőkkel újabb két kört játszottak az A csoportba kerülésért, a B csoport 5-10. helyezettjei pedig play-off rendszerben játszottak a kiesés elkerüléséért.
A bajnokságok történetében első alkalommal vidéki csapat, a Körmendi Dózsa MTE lett az aranyérmes.
Az előző évi 15. helyezett BSE visszalépett, ezért a legjobb kieső Alföldi Olajbányász indulhatott a bajnokságban.
A Szegedi EOL-DÉLÉP SE új neve Szeged SC lett.

## Alapszakasz

### A csoport
| #   | Csapat               | M  | Gy | V  | K+   | K-   | P  |
| --- | -------------------- | -- | -- | -- | ---- | ---- | -- |
| 1.  | Bajai SK             | 18 | 15 | 3  | 1564 | 1405 | 33 |
| 2.  | Csepel SC            | 18 | 15 | 3  | 1774 | 1579 | 33 |
| 3.  | Körmendi Dózsa MTE   | 18 | 13 | 5  | 1432 | 1352 | 31 |
| 4.  | Bp. Honvéd           | 18 | 12 | 6  | 1486 | 1384 | 30 |
| 5.  | Videoton SC          | 18 | 11 | 7  | 1515 | 1502 | 29 |
| 6.  | Zalaegerszegi TE     | 18 | 8  | 10 | 1516 | 1575 | 26 |
| 7.  | Szegedi EOL-DÉLÉP SE | 18 | 6  | 12 | 1462 | 1593 | 26 |
| 8.  | Tungsram SC          | 18 | 4  | 14 | 1362 | 1433 | 22 |
| 9.  | MAFC                 | 18 | 4  | 14 | 1568 | 1681 | 22 |
| 10. | Oroszlányi Bányász   | 18 | 2  | 16 | 1415 | 1590 | 20 |

### B csoport
| #   | Csapat                     | M  | Gy | V  | K+   | K-   | P  |
| --- | -------------------------- | -- | -- | -- | ---- | ---- | -- |
| 1.  | Dombóvári VMSE             | 18 | 15 | 3  | 1726 | 1552 | 33 |
| 2.  | Pécsi VSK                  | 18 | 12 | 6  | 1724 | 1618 | 30 |
| 3.  | Kecskeméti SC              | 18 | 10 | 8  | 1459 | 1437 | 28 |
| 4.  | Ganz-MÁVAG VSE             | 18 | 10 | 8  | 1580 | 1601 | 28 |
| 5.  | Somogy megyei ÁÉV SC       | 18 | 9  | 9  | 1577 | 1586 | 27 |
| 6.  | Alföldi Olajbányász        | 18 | 9  | 9  | 1595 | 1656 | 27 |
| 7.  | Hódmezővásárhelyi VSE      | 18 | 8  | 10 | 1500 | 1543 | 26 |
| 8.  | Alba Regia Építők          | 18 | 6  | 12 | 1555 | 1541 | 24 |
| 9.  | Nagykőrösi Konzervgyár KSE | 18 | 6  | 12 | 1490 | 1615 | 24 |
| 10. | Honvéd Táncsics SE         | 18 | 5  | 13 | 1513 | 1570 | 23 |

* M: Mérkőzés Gy: Győzelem V: Vereség K+: Dobott kosár K-: Kapott kosár P: Pont

## Rájátszás

### 1–6. helyért
Elődöntőbe jutásért: Körmendi Dózsa MTE–Zalaegerszegi TE 91–81, 79–97, 101–86 és Bp. Honvéd–Videoton SC 74–81, 78–69, 74–68
Elődöntő: Bajai SK–Bp. Honvéd 85–74, 78–88, 67–69 és Csepel SC–Körmendi Dózsa MTE 84–78, 87–120, 87–96
Döntő: Körmendi Dózsa MTE–Bp. Honvéd 80–75, 62–86, 82–72
3. helyért: Bajai SK–Csepel SC 111–110, 71–74, 89–82
5. helyért: Videoton SC–Zalaegerszegi TE 66–63, 92–106, 91–99

### 7–14. helyért
| #   | Csapat             | M  | Gy | V  | K+   | K-   | P  |
| --- | ------------------ | -- | -- | -- | ---- | ---- | -- |
| 7.  | Tungsram SC        | 14 | 10 | 4  | 1211 | 1003 | 24 |
| 8.  | MAFC               | 14 | 10 | 4  | 1361 | 1273 | 24 |
| 9.  | Szeged SC          | 14 | 10 | 4  | 1181 | 1000 | 24 |
| 10. | Oroszlányi Bányász | 14 | 9  | 5  | 1246 | 1148 | 23 |
| 11. | Dombóvári VMSE     | 14 | 8  | 6  | 1293 | 1272 | 22 |
| 12. | Pécsi VSK          | 14 | 3  | 11 | 1251 | 1360 | 17 |
| 13. | Kecskeméti SC      | 14 | 3  | 11 | 1082 | 1174 | 17 |
| 14. | Ganz-MÁVAG VSE     | 14 | 3  | 11 | 1119 | 1323 | 17 |

### 15–20. helyért
15–20. helyért: Hódmezővásárhelyi VSE–Honvéd Táncsics SE 85–82, 78–106, 93–95 és Alba Regia Építők–Nagykőrösi Konzervgyár KSE 81–84, 77–82
15–18. helyért: Somogy megyei ÁÉV SC–Nagykőrösi Konzervgyár KSE 108–88, 95–85 és Alföldi Olajbányász–Honvéd Táncsics SE 102–98, 85–79
15. helyért: Somogy megyei ÁÉV SC–Alföldi Olajbányász 113–102, 111–108
17. helyért: Nagykőrösi Konzervgyár KSE–Honvéd Táncsics SE 90–86, 76–84, 69–79

## Díjak
| 55. Férfi Kosárlabda Magyar Bajnok |
| Körmendi Dózsa MTE 1. bajnoki cím  |